# Progrès de Cornouaille
 (octobre 2015).
Si vous disposez d'ouvrages ou d'articles de référence ou si vous connaissez des sites web de qualité traitant du thème abordé ici, merci de compléter l'article en donnant les références utiles à sa vérifiabilité et en les liant à la section « Notes et références ».
Le Progrès de Cornouaille est un hebdomadaire cornouaillais, publié à Quimper et lié au groupe Publihebdos.

## Historique
Le Progrès du Finistère voit le jour en mars 1907 à l’initiative de l’abbé François Cornou, secrétaire général de la fédération des
œuvres diocésaines, originaire de Plouhinec où son père était armateur à la pèche. L'abbé Cornou fit ses études au Grand Séminaire de Quimper. Ordonné prêtre en 1897, il devint professeur de mathématiques, physique, chimie au petit séminaire de Pont-Croix et fut renommé pour ses expériences en laboratoire. Le petit séminaire a été fermé en janvier 1907 dans le cadre de la politique gouvernementale des gouvernements radicaux. L’hebdomadaire a alors des chroniques en français et s’affiche républicain. Il donne une large place aux nouvelles maritimes qu’il s’agisse de la pêche, de la Marine marchande ou de la Marine nationale. On y trouve des petites annonces et des publicités commerciales, légales et judiciaires. Chaque semaine, un éditorial donne le ton. Fanch Cornou était célèbre surtout pour ses histoires qu’il débitait en feuilletons et qui avaient pour cadre le Finistère. L'abbé Cornou, après avoir été directeur du Nouvelliste de Bretagne de 1909 à 1912, a eu aussi la responsabilité de publier la Semaine religieuse du diocèse de Quimper. C’est d’ailleurs la seule mention de son activité sur sa tombe au cimetière de Plouhinec face à la mer. 
À la mort prématurée de l'abbé Cornou en 1930, le journal continue sur sa lancée. Il embauche un journaliste tout frais émoulu d’une école de journalisme, Clément Guirardel. Il s’orientera bientôt vers des études de droit et deviendra avocat au Barreau de Quimper. Ses pairs l’éliront Bâtonnier.
Le Courrier du Finistère, ancêtre du Courrier du Léon et du Tréguier, naît au début des années 1890 grâce au curé de Ploudalmézeau, l’abbé Grall. C’était un homme très dynamique à qui on doit le patronage. Il suscita des mutuelles agricoles et le micro crédit. Le Courrier s’affiche volontiers républicain, notamment après la déclaration du cardinal Lavigerie à Alger prônant ouvertement le ralliement des catholiques français à la République. Le curé Grall y fut particulièrement sensible car le secrétaire du cardinal n’était autre que son ancien vicaire. Parmi les particularités du Courrier imprimé rue du Château à Brest, on note la part très importante donné au breton qui était encore beaucoup parlé dans les campagnes et aux  chroniques agricoles.
C’était le journal du Finistère rural où l’agriculture était une activité prépondérante. Des concours de nouvelles en breton étaient lancées à intervalles réguliers et les premiers prix attribués par un jury trouvaient place ensuite dans les colonnes du journal. Le Courrier a édité quantité de livres sur les sujets les plus divers. 
À la mort du père Grall, un de ses anciens vicaires, prit la suite : l’abbé Cardialaguet. Le tirage à la fin des années 1930 est de plus de 25 000 exemplaires.
Au retour de la guerre, l’évêché rassemble dans une même société les deux hebdomadaires sans chercher à unifier les deux titres. Il confie la rédaction en chef à Jean Le Duigou qui avait été directeur départemental de Ouest-France dans le Morbihan. Il redonnera au Progrès/Courrier plus de tonus avec sa plume et ses commentaires politiques. Outre ses résumés de la semaine, reportages sur l’agriculture, la pêche finistériennes, la vie de l’Église dans le diocèse emplissent les colonnes du journal. Les problèmes de vue de Jean Le Duigou le font quitter le journal prématurément. Il n’en demeura pas moins actif durant sa retraite ; peu de temps après avoir quitté le journalisme, il suscita le Comité d’expansion de Cornouaille (Cecor), qui eut un gros impact sur la formation des élus locaux et sur les orientations économiques de la région.

## Évolution
En 1963, le directeur de l’hebdomadaire Progrès/Courrier s’appelle l’abbé Gaby Boucher. Il est l’aumônier du Secrétariat social qui deviendra le Centre d’études et d’action sociales (CEAS). Il anime toute une équipe de laïcs de divers horizons qui deviendront des responsables de coopératives maritimes, agricoles, de compagnie maritime, des responsables syndicaux, des élus politiques au conseil général, dans des communes ou des chefs d’entreprises. 
Dans ces années 1960, l’abbé Gaby Boucher fait appel à deux officiers de marine qui viennent de terminer leur service militaire : Jean-Yves Cozan et Paul Férec issu d'une formation de sociologue et de psychosociologue. L’évêché de Quimper confie la direction du journal en 1965 à Jean-Yves Cozan et tout l’actionnariat à des laïcs. L’hebdomadaire est imprimé à Lorient, à la Liberté du Morbihan, où il est mis en page le jeudi après-midi et sort des presses le vendredi aux aurores. Toute la copie (articles et annonces) est envoyée par hors sac par le car ou le train deux fois par jour à Lorient.
Jean-Yves Cozan part début 1969 pour le conseil général du Finistère où il devient l’animateur du Codaf chargé des études économiques à l’assemblée départementale. Il deviendra par la suite conseiller général de l’île d’Ouessant et sera élu vice-président du conseil général et député du Finistère.
Paul Férec assuma la direction du Progrès/Courrier de 1969 à fin 2002. Régis Fort lui succède jusqu’au printemps 2010 avant que les rênes ne soient confiées à Francis Gaunand, directeur du groupe Publihebdos, et à Étienne Caignard, éditeur, dans le cadre de la Société des éditions du Finistère créée entre la Société des éditions nouvelles du Finistère et Publihebdos. En avril 2011, Sébastien Joncquez est nommé au poste de rédacteur en chef.